# Rhamphomyia thaiciliata
Rhamphomyia thaiciliata är en tvåvingeart som beskrevs av Bartak och Kubik 2008. Rhamphomyia thaiciliata ingår i släktet Rhamphomyia och familjen dansflugor.
Artens utbredningsområde är Thailand. Inga underarter finns listade i Catalogue of Life.